# Шабан Шакир
Шабан Шакир (Шакиров), наричан Облешевски, е български революционер от турски произход, деец на Вътрешната македоно-одринска революционна организация и Вътрешната македонска революционна организация.

## Биография
Шабан Шакир е роден в кочанското село Облешево. Присъединява се към ВМОРО и в 1915 година е четник на Христо Хаджиандонов и Мише Кръстев в Кочанско.
През януари 1919 година е арестуван от сръбската власт. След това е освободен и минава в нелегалност, като през 1920 година е войвода на чета в Кочанско, Щипско и Радовишко, съставена от етнически турци.
През 1921 година от сръбската полиция са убити Юсуф Шакиров (26) и Хасан Шакиров (31) от Облешево.